# 北榮町
北榮町（日语：／ Hokuei chō */?）是位于日本鳥取縣中部臨海的行政區劃。轄區大致位於北條平原的由良川流域，北臨日本海，在海岸線區域有北條砂丘。氣候上屬於日本海側氣候，為日本的豪雪地帶。當地主要產業為農業，生產西瓜、薤、山藥、葡萄等農產品。

## 人口
| 北榮町人口分布圖 |                                               |  |
| 北榮町與日本全國年齡別人口分布比較圖 （2005年資料） | 北榮町的年齡、男女別人口分布圖 （2005年資料） |  |
| ■紫色是北榮町 ■綠色是全国 | ■藍色是男性 ■紅色是女性                       |  |
| 北榮町人口變化 \| 1970年 \| 14,491人 \| \| \| 1975年 \| 14,531人 \| \| \| 1980年 \| 15,772人 \| \| \| 1985年 \| 16,929人 \| \| \| 1990年 \| 17,155人 \| \| \| 1995年 \| 17,228人 \| \| \| 2000年 \| 16,915人 \| \| \| 2005年 \| 16,052人 \| \| \| 2010年 \| 15,442人 \| \| \| 2015年 \| 14,820人 \| \| \| 2020年 \| 14,228人 \| \| |                                               |  |
| 資料來源：日本總務省統計中心提供之人口普查數據 |                                               |  |
| 1970年 | 14,491人                                      |  |
| 1975年 | 14,531人                                      |  |
| 1980年 | 15,772人                                      |  |
| 1985年 | 16,929人                                      |  |
| 1990年 | 17,155人                                      |  |
| 1995年 | 17,228人                                      |  |
| 2000年 | 16,915人                                      |  |
| 2005年 | 16,052人                                      |  |
| 2010年 | 15,442人                                      |  |
| 2015年 | 14,820人                                      |  |
| 2020年 | 14,228人                                      |  |

## 歷史
現在的北榮町轄區過去在令制國時代屬於伯耆國，東半部屬於久米郡，西半部屬於八橋郡。10世紀到16世紀期間曾經長期由山田氏所掌控，並在此建有堤城，之後一度由南條氏所控制。
17世紀進入江戶時代後成為鳥取藩池田氏的領地，18世紀初鳥取藩在此設立倉庫及碼頭負責管理年貢米，同時設置了由良宿，本地也因此開始繁榮。到了19世紀中江戶時代末期，由於開始有歐美船隻來到日本，鳥取藩為了加強海防以對抗歐美勢力，在由良川河口設置了由良台場。
19世紀末明治維新於1871年實施廢藩置縣後改隸屬鳥取縣，1876年的府縣整併後隨著鳥取縣被併入島根縣，直到1881年重新設立鳥取縣才再次隸屬鳥取縣。1889年日本實施町村制，現在的北榮町轄區在當時分屬中北條村、下北條村、由良村、常盤村、瑞穗村、榮村共六行政區劃。
在經歷1950年代的昭和大合併後，位於東部的中北條村和下北條村合併為北條町，位於西部的四個行政區劃在經歷多次整併後成為大榮町。2000年代日本政府啟動平成大合併，北條町和大榮町在2005年合併為北榮町。

### 變遷表
| 1889年10月1日 | 1889年 - 1926年      | 1926年 - 1954年      | 1955年 - 2005年     | 1955年 - 2005年     | 2005年 - 現在        |                      |
| ------------- | -------------------- | -------------------- | ------------------- | ------------------- | -------------------- | -------------------- |
| 中北條村      | 中北條村             | 1954年6月1日 北條町  | 1954年6月1日 北條町 | 1954年6月1日 北條町 | 2005年10月1日 北榮町 | 2005年10月1日 北榮町 |
| 下北條村      |                      | 1954年6月1日 北條町  | 1954年6月1日 北條町 | 1954年6月1日 北條町 | 2005年10月1日 北榮町 | 2005年10月1日 北榮町 |
| 由良村        | 1916年3月1日 由良町  | 1916年3月1日 由良町  | 1916年3月1日 由良町 | 1959年4月1日 大榮町 | 2005年10月1日 北榮町 | 2005年10月1日 北榮町 |
| 常盤村        | 1917年11月1日 大誠村 | 1917年11月1日 大誠村 | 1955年5月1日 大榮町 | 1959年4月1日 大榮町 | 2005年10月1日 北榮町 | 2005年10月1日 北榮町 |
| 瑞穗村        | 1917年11月1日 大誠村 | 1917年11月1日 大誠村 | 1955年5月1日 大榮町 | 1959年4月1日 大榮町 | 2005年10月1日 北榮町 | 2005年10月1日 北榮町 |
| 榮村          |                      |                      | 1955年5月1日 大榮町 | 1959年4月1日 大榮町 | 2005年10月1日 北榮町 | 2005年10月1日 北榮町 |

## 行政

### 歴任町長
| 屆 | 姓名     | 上任日期       | 卸任日期       | 備註       |
| -- | -------- | -------------- | -------------- | ---------- |
| 1  | 松本昭夫 | 2005年10月23日 | 2009年10月22日 | 原北條町長 |
| 2  | 松本昭夫 | 2009年10月23日 | 2013年10月22日 |            |
| 3  | 松本昭夫 | 2013年10月23日 | 2017年10月22日 |            |
| 4  | 松本昭夫 | 2017年10月23日 | 現任           |            |

## 交通
西日本旅客鐵道山陰本線以東西向穿過轄內，並設有兩個車站，其中以位於由良宿地區的由良車站為主要車站；公路國道9號則沿著海岸通過轄內，山陰自動車道也規劃將沿著國道9號通過轄內，但目前預定要到2026年會完工。在東部則有一條快速道路北條湯原道路可以往南進入倉吉市市區，該條公路也有計畫計畫往南延伸至岡山縣內接入米子自動車道。町內的客運路線有日交巴士的北條線和日之丸巴士的赤碕線，可往東至倉吉市市區，或往西至琴浦町。

### 鐵路
- 西日本旅客鐵道
  - 山陰本線：（←倉吉市） - 下北条車站 - 由良車站 - （琴浦町→）

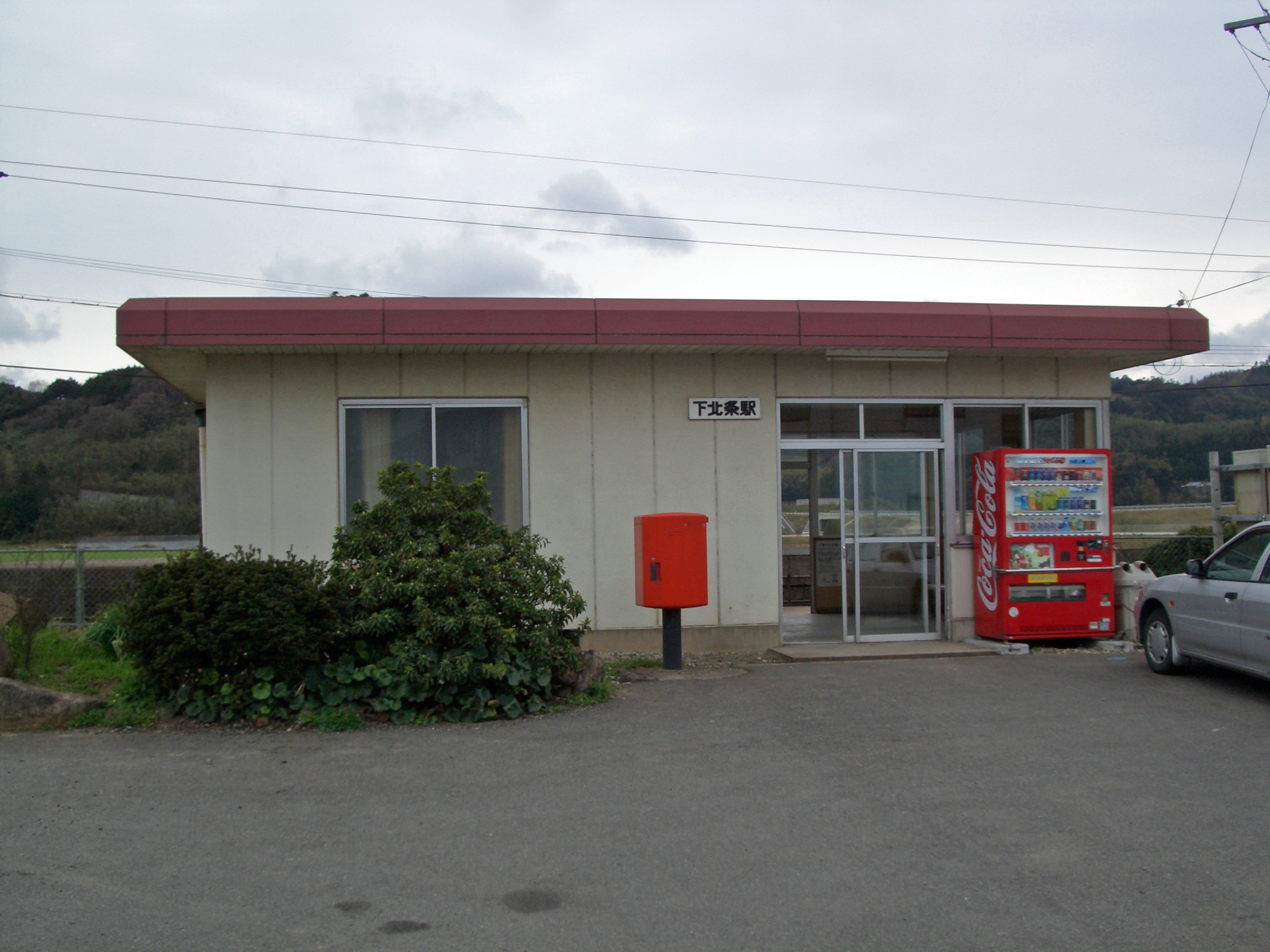
下北條車站
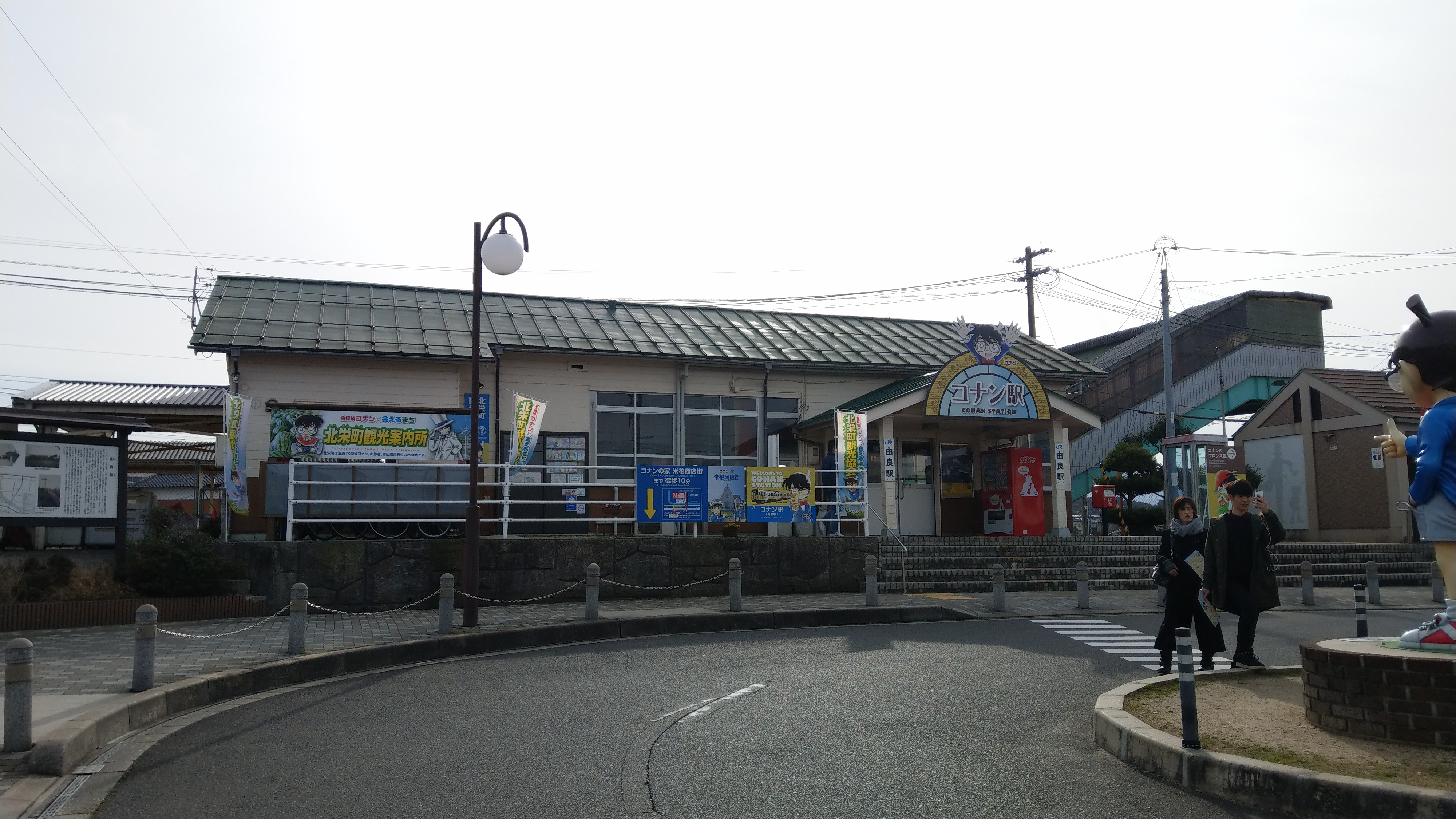
由良車站

### 道路
快速道路
- 北條湯原道路（日语：北条湯原道路）：北榮交流道（日语：北栄インターチェンジ） - 北榮南交流道（日语：北栄南インターチェンジ） - （倉吉市）

## 觀光資源

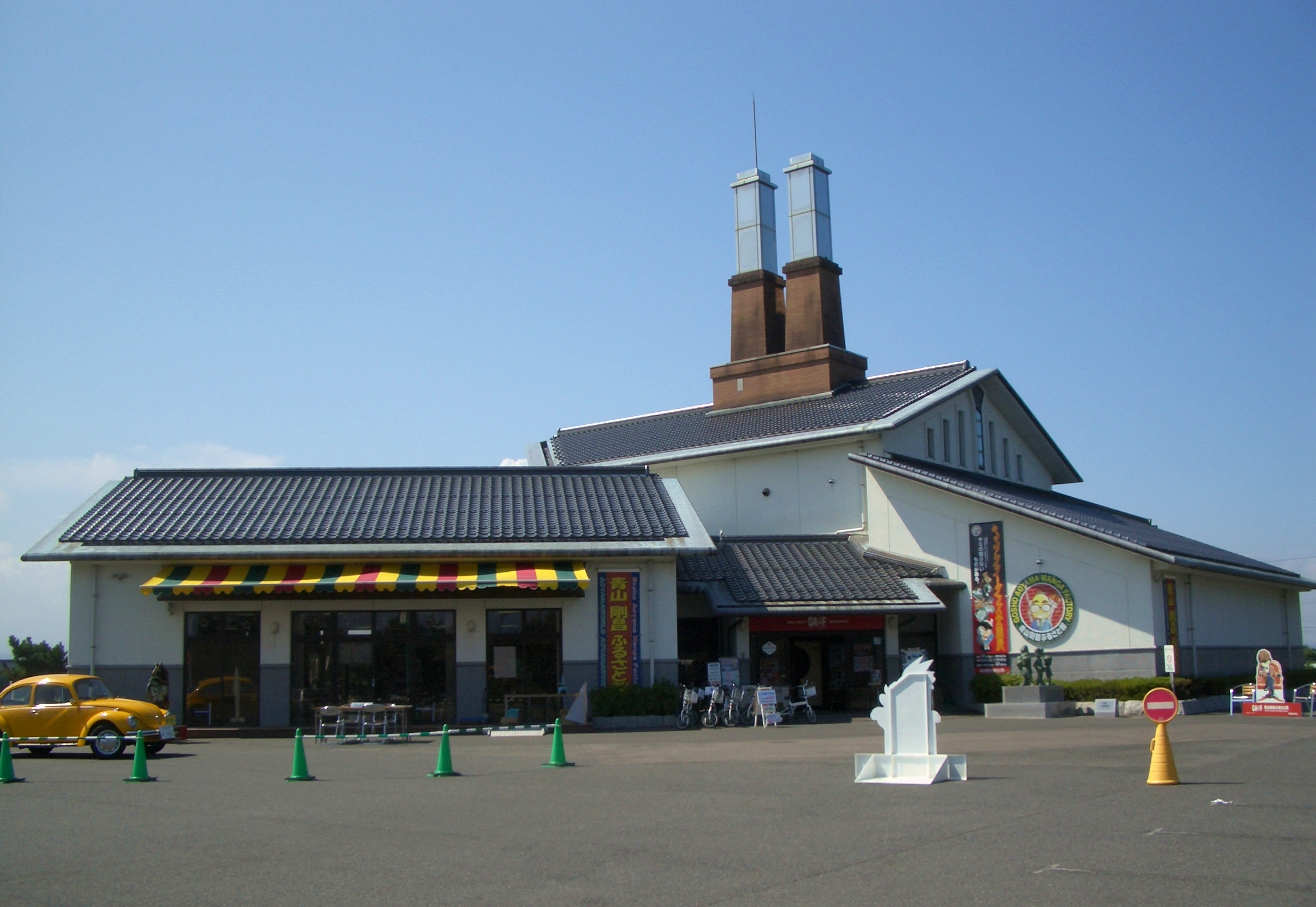
青山剛昌故鄉館

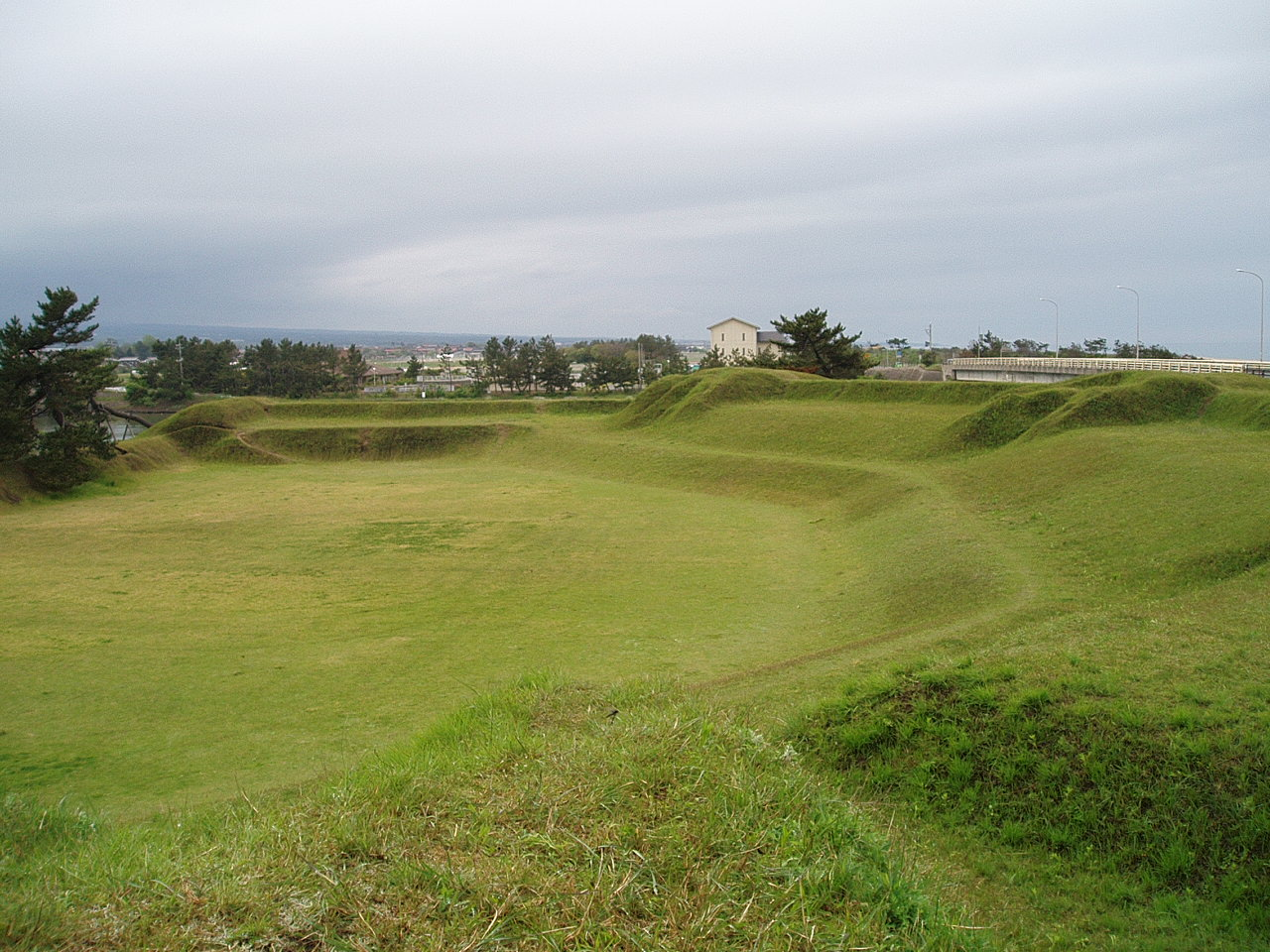
由良台場遺跡

由於知名漫畫家青山剛昌出身於北榮町的由良宿地區，町公所利用其知名度先後設立了柯南大道、柯南大橋，2007年更進一步設立了青山剛昌故鄉館，在館內展示青山岡昌的手稿、成長經歷、及作品相關介紹；由於青山剛昌的代表作為《名偵探柯南》，館內亦有大量該作品的相關展示品，因此也被稱為「柯南博物館」。
為配合青山剛昌故鄉館的宣傳，在自由良車站至青山剛昌故鄉館沿途約1.4公里長的路上，設立了包括「柯南車站」、「柯南之家 米花商店街」、「名探偵柯南巨大迷宮」等大量以《名偵探柯南》為主題的景點，以及相關的塑像或標示。每年七月時配合北榮町當地的農產西瓜和山藥舉辦的「西瓜、山藥健康馬拉松」也由柯南擔任代言人。
過去在19世紀中鳥取藩所設立的由良台場遺址也在1988年被列為國家史蹟，目前該區域也設立為台場公園，並設有露營場。

## 教育
目前轄內僅有鳥取縣立鳥取中央育英高等學校一所高中，以及北榮町立北條中學校、北榮町立大榮中學校兩所初中，以及北榮町立北條小學校、北榮町立大榮小學校兩所小學。

## 姊妹、友好城市

### 日本
- 湖南市（滋賀縣）
兩地於2011年締結為姊妹都市。

### 海外
- 大肚區（臺中市）
兩地於2010年締結為友好交流都市。[13]

## 本地出身之名人
- 豐田収：政治家、曾任眾議院議員
- 竹歲誠：日本交通官員
- 青山剛昌：漫畫家，《名偵探柯南》等漫画的作者
- 前田寛治：西洋畫家
- 手間本北榮：彩色書法家

## 備註
1. ↑  由良車站的暱稱，日文原名：
2. ↑  日文原名：
3. ↑  日文原名：
4. ↑  日文原名：

## 外部連結
- （日語） 北榮町的Facebook專頁
- （日語） 北榮町的X（前Twitter）
- （日語） 北榮町觀光協會（页面存档备份，存于）